# Doloploca
Doloploca is een geslacht van vlinders van de familie bladrollers (Tortricidae), uit de onderfamilie Tortricinae.

## Soorten
- D. buraetica Staudinger, 1892
- D. characterana Snellen, 1883
- D. praeviella (Erschoff, 1877)
- D. punctulana (Denis & Schiffermüller, 1775)
- D. supina Razowski, 1975